# Mohamed al-Atifi
Mohamed al-Atifi (en arabe : محمد العاطفي), né en 1969, est un militaire et homme politique yéménite. Il est ministre de la Défense dans le gouvernement des Houthis depuis le 28 novembre 2016.
Il démissionne en octobre 2023.